# Costus claviger
Costus claviger är en enhjärtbladig växtart som beskrevs av Raymond Benoist. Costus claviger ingår i släktet Costus och familjen Costaceae. Inga underarter finns listade.